# Gottfried Wilhelm Lehmann
Gottfried Wilhelm Lehmann (Hamburg, 23 oktober 1799 – Berlijn, 21 februari 1882) was een Duitse kopergraveur en later oprichter en predikant van de eerste baptistenkerk in Berlijn. Samen met Johann Gerhard Oncken en Julius Köbner is hij een van de grondleggers van de Duitse baptistenkerk.

## Leven
Lehmann werd geboren in Hamburg maar groeide op in Berlijn, waar zijn vader Gottfried Arnold Lehmann (1766–1819) vanaf 1800 als kopergraveur werkte. In de hoop het bedrijf van zijn tot dan toe kinderloze oom over te kunnen nemen, ging Gottfried in de leer bij zijn oom als zadelmaker in het Oost-Friese Leer. In deze jaren legde hij contact met een conventikel van jonge mannen en woonde hij opwekkingsbijeenkomsten bij die in verschillende huizen werden gehouden. In zijn notitieboekje staan een aantal namen uit de kring van vrienden en leden van de Evangelische Broedergemeente, waaronder die van de Hernhutter prediker Jakob Friedrich Plessing.
Het lukte niet om de opvolger van zijn ooms bedrijf te worden en daarom keerde Lehmann terug naar Berlijn en begon in 1819 een opleiding tot graveur en lithograaf aan de Academie van Beeldende Kunsten bij Johann Gottfried Schadow. Zijn geestelijk thuis was aanvankelijk de Boheemse lutherse gemeente in de Bethlehemkerk in de Berlijnse Friedrichstadt, van wiens predikant Johannes Jaenicke hij een portretgravure maakte.
Op 26 oktober 1827 trouwde hij met Maria Johanna Eleonora Eichner. Door haar kwam hij in contact met de Hernhutterbeweging. Hun religieuze leven maakte veel indruk op hem. Hij was actief in verschillende opwekkingsverenigingen, waaronder de vereniging voor christelijke stichtelijke geschriften in de Pruisische staten opgericht door Samuel Elsner, en (als secretaris) in de onthoudingsvereniging onder leiding van Friedrich Wilhelm Georg Kranichfeld.
Tijdens een reis naar Leer in 1835 ontmoette hij Johann Gerhard Oncken in Hamburg, die daar net de eerste Duitse baptistengemeente had gesticht. Na een intensieve studie naar het begrip van de doop en de kerk volgens de baptisten nodigde hij Oncken in 1837 uit naar Berlijn en werd daar op Pinksterzondag door hem gedoopt. Met enkele van degenen die ook door Oncken waren gedoopt, stichtte hij de eerste Pruisische baptistenkerk in Berlijn en werd de predikant en ouderling. Daartoe werd hij in 1840 in Engeland gewijd. Na aanvankelijke moeilijkheden met de autoriteiten werd zijn gemeenschap vanaf 1854 gesteund door koning Friedrich Wilhelm IV op verzoek van de diplomaat Christian Karl Josias von Bunsen, maar pas in 1879 kreeg de kerk officiële bevoegdheid.

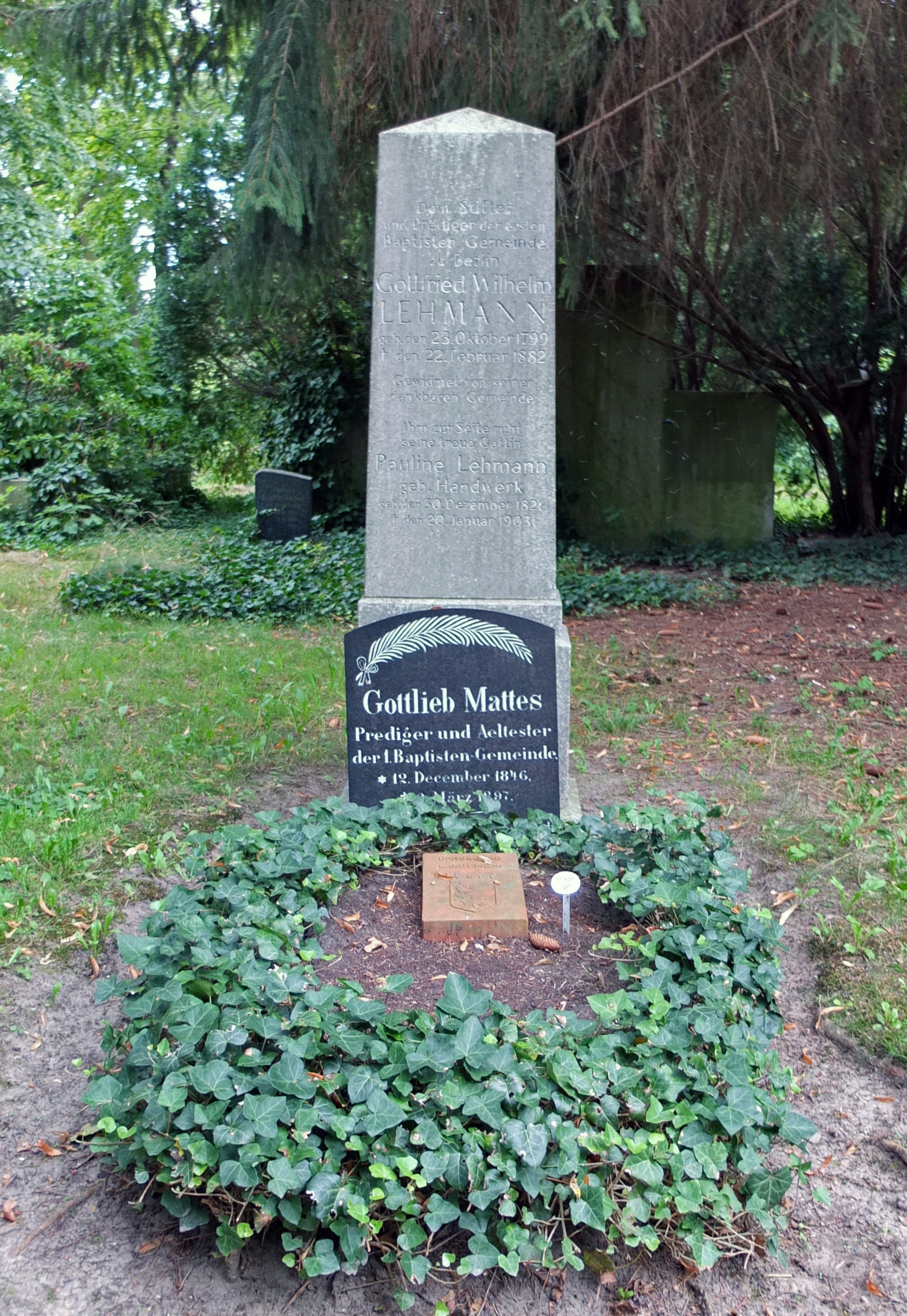
Graf op de begraafplaats Luisenstadt in Berlijn-Kreuzberg

Gottfried Wilhelm Lehmann stierf in 1882 en kreeg een eregraf op de protestantse begraafplaats Luisenstadt in Berlin-Kreuzberg. Hij had drie dochters en vier zonen, onder wie de theoloog Joseph Lehmann.

## Betekenis
Gottfried W. Lehmann introduceerde piëtistische vroomheid in de jonge Duitse baptistenbeweging. Lehmanns invloed op het gemeenschapsleven, de liederen en de vroomheid van de baptisten is nog steeds merkbaar. Met zijn lutherse opvatting van de sacramenten kon Lehmann zich echter niet verweren tegen de door het calvinisme beïnvloede Oncken. Ook had Lehmann een groot aandeel in de buitenlandse missies van de Duitse baptisten. Het belangrijkste wat Lehmann deed voor de jonge kerk was een lobby op het hoogste niveau voor de vrijheid van godsdienst voor zijn kerk. Die werd in 1875 vastgelegd in de Pruisische wet. Ook de eerste regionale bijeenkomst van Duitse baptisten – de “Pruisische Vereniging” – gaat terug op het werk van Lehmann. Deze vereniging, opgericht in 1848, stond model voor de in 1849 opgerichte landelijke Baptistenbond (nu de bond van Vrije Evangelische Kerken).
Samen met pastoor Eduard Kuntze richtte Lehmann in 1851 de Duitse tak van de Evangelische Alliantie op.